# Epifaniakyrkan, Banja Luka
Epifaniakyrkankyrkan (serbisk kyrilliska: Богојављенска црква; latinska: Bogojavljenska crkva) är en serbisk-ortodox kyrkobyggnad belägen i Serbiska republikens de facto huvudstad Banja Luka, i Bosnien och Hercegovina.
Kyrkan är helgad åt högtiden Epifania och tillhör Banja Lukas stift.

## Bilder

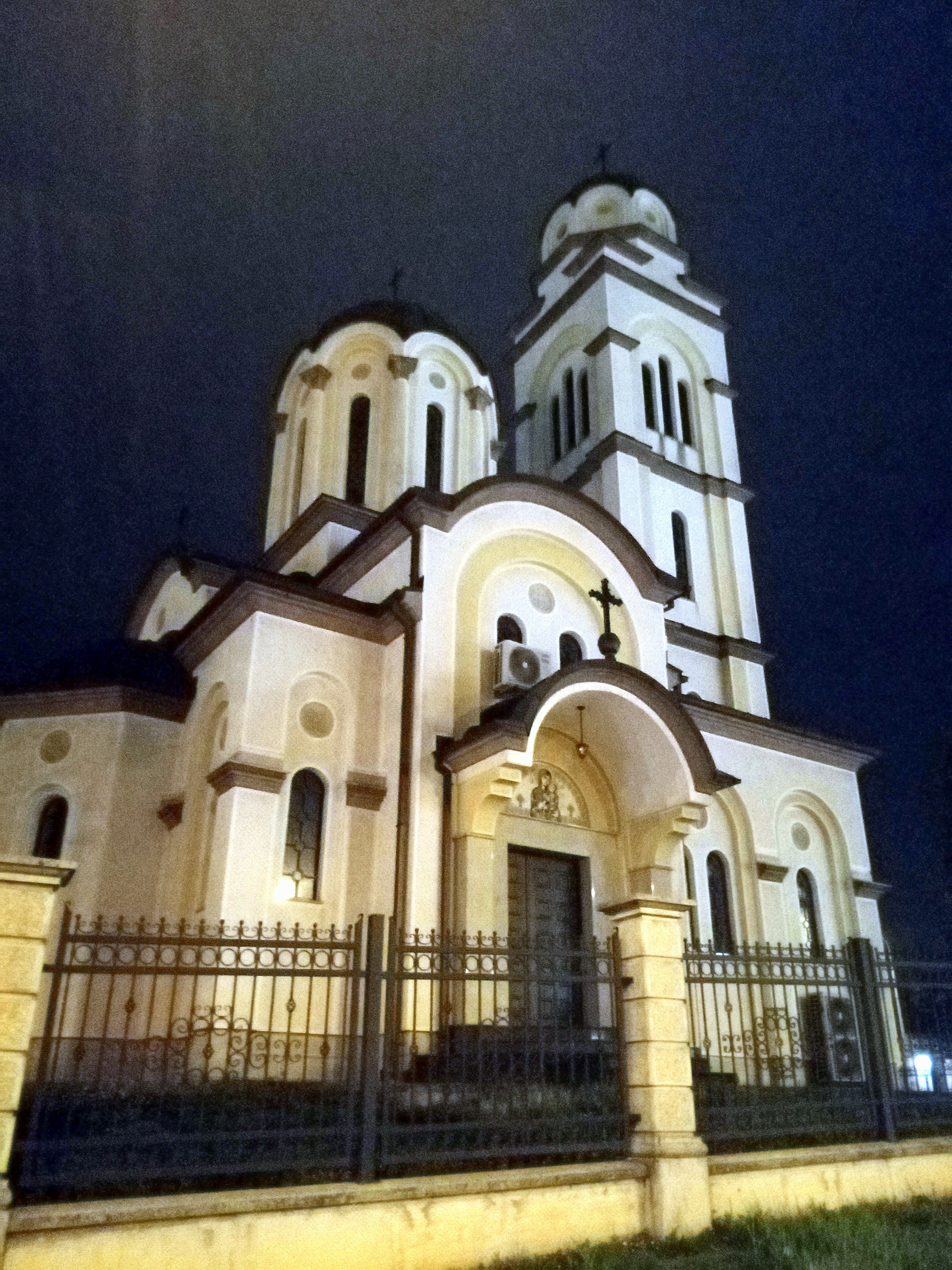
Kyrkan under nattetid.
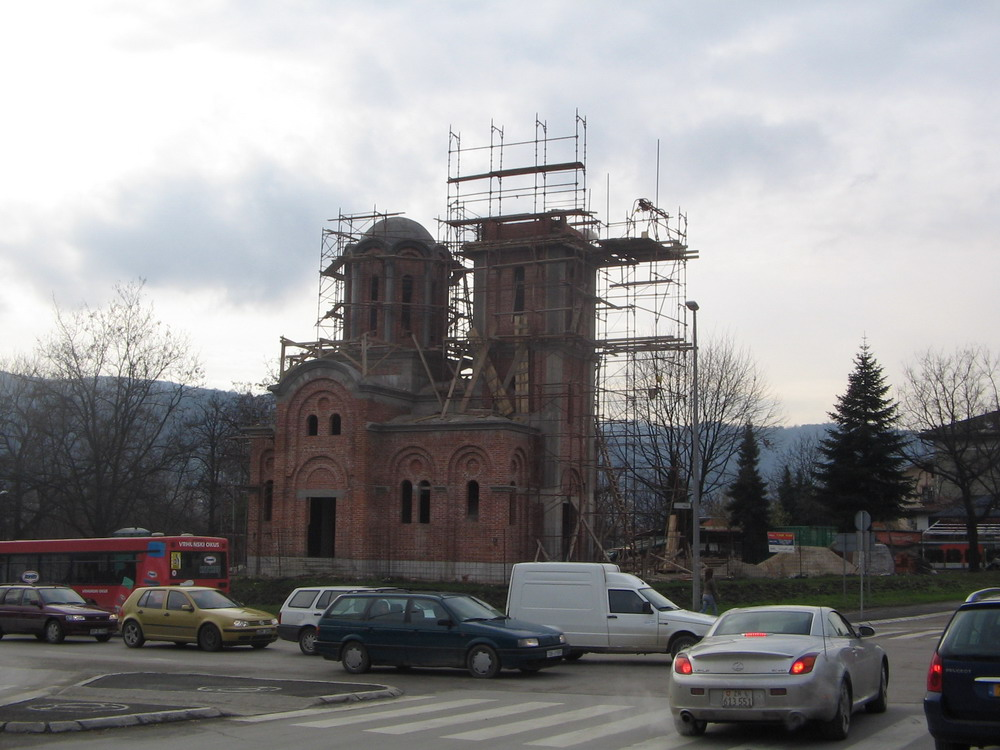
Kyrkan under uppförandet.